# Вячеслав Росоловски
 Вячеслав Силвестрович Росоловски (на руски: Вячеслав Сильвестрович Россоловский) е руски журналист, философ и славянофил. Военен кореспондент в Руско-турската война (1877-1878).

## Биография
Вячеслав Росоловский е роден на 7 януари 1849 г. в Казан, Русия. Завършва специалност право в Санкт Петербургсия университет със сребърен медал. Работи като юрист съдебен заседател. Преминава на журналистическа работа.
По време на Руско-турската война (1877-1878) е военен кореспондент на в-к „Новое время“. Изпраща множество кореспонденции от театъра на военните действия. Застъпник на българската национална кауза. Отразява превземането на Ловеч на 5 юли и 22 август 1877 г., като използва военна информация и собствените си впечатления. Лично участва във военните действия. За мъжество и храброст във втората атака на Плевен на 18 юли 1877 г. е награден с орден „Свети Станислав“ III степен с мечове.
След войната продължава журналистическата си дейност. Участва в работата на Славянския благотворителен комитет в Санкт Петербург.
Умира на 10 януари 1908 г. в Санкт Петербург.